# Dakota City (Iowa)
Pour les articles homonymes, voir Dakota City.
La ville américaine de Dakota City est le siège du comté de Humboldt, dans l’État de l’Iowa. Elle comptait 843 habitants lors du recensement de 2010.

## Histoire
Dakota City a été aménagé en 1855. Il a été nommé d'après le peuple Dakota. Un bureau de poste a été créé sous le nom de  Dakotah en 1856 et a renommé la ville de Dakota en 1924.

## Source
- (en) Cet article est partiellement ou en totalité issu de l’article de Wikipédia en anglais intitulé « Dakota City, Iowa » (voir la liste des auteurs).